# Justin Guarini

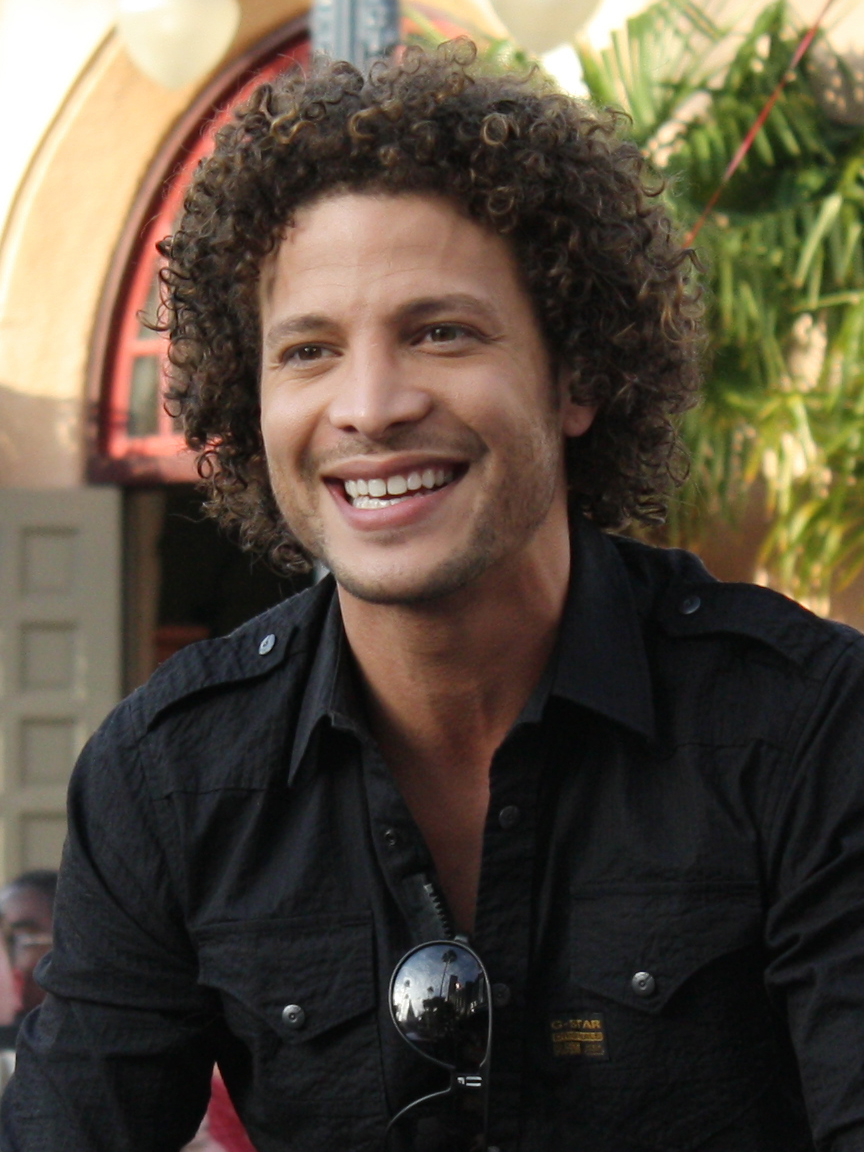
Justin Guarini (2009)

Justin Guarini (* 28. Oktober 1978 in Columbus, Georgia als Justin Eldrin Bell) ist ein US-amerikanischer Sänger.

## Karriere
Einer breiten Öffentlichkeit wurde er im Herbst 2002 mit seiner Teilnahme an der ersten Staffel der Castingshow American Idol bekannt. Guarini stieg zum Publikumsliebling auf und belegte am Ende hinter Kelly Clarkson den zweiten Platz.
Unmittelbar nach dem Finale der Sendung erhielt Guarini einen Vertrag bei der Plattenfirma RCA. Jedoch erschien erst zehn Monate später sein Debütalbum. Guarinis Popularität war bereits abgeflaut, und das Album erreichte nur mehr Platz 20 der US-amerikanischen Billboard-Charts. Mit 134.000 verkauften Exemplaren blieb das Album weit hinter den Erwartungen der Plattenfirma. RCA kündigte daraufhin den Plattenvertrag.
Auch der 2003 zusammen mit Kelly Clarkson gedrehte Spielfilm Justin & Kelly: Beachparty der Liebe wurde kein Erfolg, so wurde dieser von den Nutzern der Internet Movie Database als der 17. schlechteste Film aller Zeiten bewertet.

## Diskografie
Studioalben:
- 1999: The Midnight Voices
- 2003: Justin Guarini
- 2005: Stranger Things Have Happened
- 2008: Revolve (EP)

## Filmografie (Auswahl)
- 2003: Justin & Kelly: Beachparty der Liebe
- 2023: Tripped Up